# Xã đặc quyền Filer, Michigan
Xã Filer (tiếng Anh: Filer Township) là một xã thuộc quận Manistee, tiểu bang Michigan, Hoa Kỳ. Năm 2010, dân số của xã này là 2.325 người.